# Saint-Victour
Saint-Victour is een gemeente in het Franse departement Corrèze (regio Nouvelle-Aquitaine) en telt 167 inwoners (2004). De plaats maakt deel uit van het arrondissement Ussel.

## Geografie
De oppervlakte van Saint-Victour bedraagt 14,2 km², de bevolkingsdichtheid is 11,8 inwoners per km².
De onderstaande kaart toont de ligging van Saint-Victour met de belangrijkste infrastructuur en aangrenzende gemeenten.

## Demografie
Onderstaande figuur toont het verloop van het inwonertal (bron: INSEE-tellingen).